# Wendell (Minnesota)
Wendell és una població dels Estats Units a l'estat de Minnesota. Segons el cens del 2000 tenia 177 habitants.

## Demografia
Segons el cens del 2000, Wendell tenia 177 habitants, 77 habitatges, i 50 famílies. La densitat de població era de 65,1 habitants per km².
Dels 77 habitatges en un 27,3% hi vivien nens de menys de 18 anys, en un 51,9% hi vivien parelles casades, en un 7,8% dones solteres, i en un 33,8% no eren unitats familiars. En el 28,6% dels habitatges hi vivien persones soles el 15,6% de les quals corresponia a persones de 65 anys o més que vivien soles. El nombre mitjà de persones vivint en cada habitatge era de 2,3 i el nombre mitjà de persones que vivien en cada família era de 2,82.
Per edats la població es repartia de la següent manera: un 22,6% tenia menys de 18 anys, un 8,5% entre 18 i 24, un 25,4% entre 25 i 44, un 19,2% de 45 a 60 i un 24,3% 65 anys o més.
L'edat mediana era de 42 anys. Per cada 100 dones de 18 o més anys hi havia 93 homes.
La renda mediana per habitatge era de 35.625 $ i la renda mediana per família de 39.375 $. Els homes tenien una renda mediana de 30.938 $ mentre que les dones 18.750 $. La renda per capita de la població era de 16.413 $. Cap de les famílies i el 2,6% de la població estaven per davall del llindar de pobresa.

## Poblacions més properes
El següent diagrama mostra les poblacions més properes.